# نظام الخمول
يقلل نظام الخمول من احتمالية احتراق المواد القابلة للاشتعال المخزنة في مكان مغلق. وأكثر هذه الأنظمة شيوعًا هو خزان وقود يحتوي على سائل قابل للاشتعال مثل البنزين أو وقود الديزل أو وقود الطائرات أو وقود الصواريخ. بعد امتلائه بالكامل وفي أثناء الاستخدام توجد مساحة فوق الوقود تُسمى الفراغ تحتوي على وقود متبخر ممزوج بالهواء والذي يحتوي بدوره على الأكسجين اللازم للاحتراق. في ظل الظروف المناسبة يمكن أن يشتعل هذا الخليط. يستبدل نظام الخمول الهواء بغاز لا يدعم الاحتراق مثل النيتروجين.

## الطائرات
لطالما كانت خزانات وقود الطائرات المقاتلة خاملة بالإضافة إلى كونها ذاتية الغلق إلا أن خزانات وقود طائرات الشحن العسكرية وطائرات النقل المدني لم تكن كذلك عادةً. كانت التطبيقات المبكرة باستخدام النيتروجين في طائرات هاندلي بيج هاليفاكس 3 و8 وشورت ستيرلنغ وأفرو لينكولن بي.2 والتي تضمنت أنظمة خاملة منذ حوالي عام 1944.
اقترح كليف كيميل لأول مرة نظامًا للتخميد على شركات الطيران الخاصة في أوائل ستينيات القرن الماضي. ان نظامه المقترح لطائرات الركاب سيستخدم النيتروجين. مع ذلك لم تُلزم إدارة الطيران الفيدرالية الأمريكية بتركيب نظام تخميد في ذلك الوقت. بلغ وزن الإصدارات الأولى من نظام كيميل 2000 رطل. ركزت إدارة الطيران الفيدرالية على إبعاد مصادر الاشتعال عن خزانات الوقود.
لم تقترح إدارة الطيران الفيدرالية رسميًا أنظمة خاملة خفيفة الوزن للطائرات التجارية حتى انفجار طائرة الخطوط الجوية عبر العالم رقم 800 عام 1996 وهي طائرة بوينج 747 بسبب اشتعال أبخرة الوقود والهواء في خزان وقود الجناح الأوسط. يُستخدم هذا الخزان عادةً في الرحلات الطويلة جدًا فقط وكان القليل من الوقود موجودًا في الخزان وقت الانفجار. تُعد كمية صغيرة من الوقود في الخزان أكثر خطورة من كمية كبيرة حيث يتطلب الأمر حرارة أقل لرفع درجة حرارة الوقود المتبقي. يتسبب هذا في زيادة نسبة الوقود إلى الهواء في الخزان وتجاوز الحد الأدنى للاشتعال. تترك كمية صغيرة من الوقود في الخزان المضخات الموجودة في أرضية الخزان معرضة لخليط الهواء والوقود وتكون المضخة الكهربائية مصدر اشتعال محتمل. حدث انفجار طائرة بوينج 737 التابعة لشركة الخطوط الجوية التايلاندية الدولية عام 2001 وطائرة الخطوط الجوية الفلبينية 737 عام 1990 أيضًا في خزانات تحتوي على كمية صغيرة من الوقود المتبقي. وقعت هذه الانفجارات الثلاثة في أيام دافئة في خزان الجناح المركزي الواقع ضمن محيط جسم الطائرة. تقع خزانات الوقود هذه بالقرب من معدات خارجية تُسخّنها دون قصد. خلص التقرير النهائي للمجلس الوطني لسلامة النقل حول حادث تحطم طائرة TWA 747 إلى أن "بخار الوقود والهواء في داخل خزان الجناح المركزي التابع لرحلة TWA رقم 800 كان قابلاً للاشتعال وقت الحادث". وحدد المجلس الوطني لسلامة النقل "إزالة الخليط المتفجر في خزانات الوقود في طائرات النقل" كأول بند في قائمته لأكثر المواد المطلوبة عام 1997.

## روابط خارجية
- فصل غاز الألياف المجوفة